# Translatio imperii
Translatio imperii (Latijn: "overdracht van het rijk") is een politieke theorie uit de oudheid, de middeleeuwen en de vroege nieuwe tijd, die stelt dat het ene wereldrijk het andere opvolgt. 
De middeleeuwse vierrijkenleer is gebaseerd op de vier koninkrijken van Daniël uit het boek Daniël uit de Hebreeuwse Bijbel. In zijn commentaar interpreteerde de kerkvader Hiëronymus de vier rijken uit Daniël met het Babylonische rijk, het Perzische Rijk, het Macedonische Rijk en het Romeinse Rijk. Na het laatste rijk zou de eschaton (het "einde van de wereld") volgen.
Het is ontwikkeld om het ideaal van het imperium christianum te verwezenlijken. Eén God, één Kerk, één keizer.
Dit principe werd toegepast toen Karel de Grote in 800 tot keizer werd gekroond door paus Leo III. Ook werd dit principe toegepast toen de Duitse koning Otto I op initiatief van paus Johannes XII in 962 tot keizer werd gekroond.

## Ontstaan begrip
Kerkvader Hiëronymus introduceerde een periodisering van de wereldgeschiedenis die gebaseerd was op het Bijbelboek Daniël. Hierin wordt koning Nebukadnezars droom uitgelegd door Daniël. De koning droomde over een schrikwekkend beeld met een hoofd van zuiver goud, borst en armen van zilver, buik en lendenen van koper, benen van ijzer en de voeten deels van ijzer en deels van leem. Het beeld werd uiteindelijk vernietigd doordat een grote steen dit omver stootte. De steen (het eeuwige koninkrijk van God) vervulde vervolgens de gehele hele aarde. Volgens Daniël stond het rijk van Nebukadnezar voor het gouden hoofd, maar na hem zou de neergang beginnen met een zilveren koninkrijk, gevolgd door een derde koninkrijk van koper. Het vierde koninkrijk zou hard als ijzer zijn. 
Hiëronymus zag deze rijken als:
1. Het Babylonische rijk,
2. Het Perzische rijk,
3. Het Macedonische Rijk,
4. Het Romeinse Rijk

Deze interpretatie van Hiëronymus wordt de 'vierrijkenleer' genoemd. Pompeius Trogus had overigens al een dergelijke indeling gemaakt, niet gebaseerd op Daniël.

## Het Westen
Na de ondergang van het West-Romeinse Rijk, dat volgens velen in 476 was "gevallen" met de afzetting van keizer Romulus Augustulus door Odoaker, was dit nog moeilijk houdbaar, aangezien het koninkrijk van God niet gekomen was. Aan het Karolingische hof stelden geleerden echter dat er geen einde was gekomen aan het Romeinse Rijk, maar dat dit via het Byzantijnse Rijk over was gegaan op Karel de Grote. Tenslotte was Clovis I al in 507 door de Byzantijnse keizer Anastasius I tot consul benoemd, en de Frankische koning Karel de Grote liet zich in 800 tot keizer kronen door paus Leo III (die dit volgens de tweezwaardenleer en/of de Donatio Constantini meende te mogen doen), en in 812 heeft Byzantium na veel diplomatie met tegenzin het hernieuwde westerse keizerschap ook erkend. Dit is de leer van de translatio imperii Romani. Na het uiteenvallen van het Karolingische Rijk in de 9e eeuw trachtten de Duitse Ottonen beschouwd als de voortzetters van het Romeinse Rijk, waarbij de paus een steeds belangrijker rol kreeg in de bevestiging daarvan. Keizer Otto I de Grote begon deze traditie in 962 door zich door paus Johannes XII te laten kronen tot keizer wat later het Heilige Roomse Rijk zou worden genoemd.
Otto van Freising zag in zijn kroniek Chronica sive Historia de duabus civitatibus (1146) de overgang van het Romeinse Rijk via de Grieken - het Byzantijnse Rijk - naar de Franken - het Frankische Rijk - op de Longobarden naar de Duitse Franken - het Heilige Roomse Rijk.
Chrétien de Troyes zag in zijn gedicht Cligès (1176) juist Frankrijk als opvolger van Rome en daarvoor Griekenland.
Richard de Bury zag in de veertiende eeuw Engeland, via Frankrijk, weer als opvolger van het Romeinse Rijk.

## Het Oosten
Het Byzantijnse Rijk heeft zich steeds als de werkelijke opvolger, of zelfs als ononderbroken voortzetting, van het Romeinse Rijk gezien. Volgens hen had keizer Constantijn in 330 slechts de rijkshoofdstad verplaatst naar Byzantion, wat hij tot Nova Roma oftewel "Nieuw-Rome" omdoopte, maar na zijn dood al gauw "Constantinopel" oftewel "stad van Constantijn" ging heten. De Byzantijnen noemden zich ook gedurende hun geschiedenis altijd 'Romeinse Rijk' en hun inwoners 'Romeinen' ("Byzantijns" is een historiografische term die pas in de 16e eeuw voor het eerst werd gebruikt). Na hun verovering door de Ottomanen noemden deze zich de opvolgers van het Rijk, maar ook de Russen noemden hun Russische Rijk en hun hoofdstad Moskou (en later Sint-Petersburg) het 'derde Rome', na het oude Rome (1) en Constantinopel (2). Ook het sultanaat Rûm ('Rome') claimde de Romeinse erfenis na het veroveren van Nicea in 1077.